# 진승현 게이트
진승현 게이트(陳承鉉-)는 1999년부터 2001년 사이에 MCI코리아 부회장 진승현이 자신이 대주주로 있는 열린금고와 한스종합금융, 리젠트종합금융 등에서 2300여억원을 불법대출을 받고 리젠트증권의 주가조작 등을 통해 비자금을 조성한 것과, 권노갑, 국가정보원 차장 김은성 등 국민의정부 실세 등 정관계에 로비의혹 등이 제기된 사건이다.
2000년 11월 금융감독원은 진승현이 자기가 대주주로 있는 열린금고에서 377억여원을 불법대출받은 사실을 검찰에 고발하면서 나타났다. 검찰은 결국 MCI코리아 회장인 진씨가 열린금고 등에서 2300억여원을 불법대출받고 리젠트증권 주가를 조작한 혐의를 확인했다.
권노갑 등은 1999년 7월 김은성 전 국가정보원 차장을 통해 진씨 돈 5천만원을 받았고, 진씨가 재작년 3월 중순 민주당 전 당료 최택곤씨를 통해서도 진씨 돈 수천만원을 권씨에게 추가로 전달했다는 관련자 진술을 확보했다.
그 뒤 관련자들을 구속기소했으나 수사과정에서 불거진 100억원대의 비자금 및 사용처와 행방, 그리고 정-관계 로비설 등을 확실하게 입증하지는 못하였다.
당시 김은성 전 2차장은 검찰에 진씨의 수사상황을 문의해 진씨 사건의 배후인물로 지목되기도 했고, 김영재 전 금감원 부원장보는 금품을 받았다는 혐의로 기소됐다 무죄로 석방되기도 했다. 그러나 1년이 지난 뒤 당시 김재환씨가 여권의 김모 의원에게 5000만원을 건네고 정성홍 당시 국가정보원 경제과장에게 4000만원을 빌려줬다고 진술한 사실이 뒤늦게 확인되면서 국가정보원의 조직적 개입의혹이 제기됐다. 검찰에서는 이후 김은성 국가정보원 2차장과 정성홍 경제과장이 진씨로부터 구명로비 명목의 자금을 받은 혐의를 밝혀내고, 이들을 특경가법상 알선수재 혐의로 구속기소하면서 수사를 종결했다. 한편 사건 수사 중 국가정보원의 진승현과 여당인사 및 소장파 인사에 대한 불법도청을 한 것도 추가로 드러났다. 국가정보원 2차장 김은성은 도청 사실을 시인하였다.

## 기타 의혹
사건 피의자 중의 한사람인 진승현은 3년 동안 수감생활 중 5개월 정도를 제외하고 대부분 교도소 밖에서 자유롭게 생활해왔다는 의혹이 제기되기도 했다. 또한 로비 과정에서 유입된 자금이 대통령 김대중의 숨겨진 딸로 지목된 김모씨에게 건네졌다는 의혹도 제기되었다.

## 같이 보기
- 김은성
- 김대중
- 홍인길 게이트
- 최규선 게이트
- 조풍언 게이트
- 윤창렬 게이트
- 신정아 게이트
- 이용호 게이트
- 정현준 게이트